# Lin Van Hek
Pour les articles homonymes, voir Hek.
Lin Van Hek, née le 4 octobre 1944 à Melbourne en Australie, est écrivain et chanteuse, membre de la Society of Women Writers connue aussi pour être la cofondatrice du groupe Difficult Women. Elle a notamment coécrit et chanté Intimacy qui fait partie de la bande son du film Terminator.

## Distinction
Gagnante du prix littéraire australien The Age Short Story Award en 1988.

### Romans
- The Hanging Girl (Misfit Books, 1988)
- The Ballad of Siddy Church (Spinifex, 1997)
- Katherine Mansfield's Black Paper Fan (Difficult Women, 2010)

### Recueils de nouvelles
- The Slain Lamb Stories (Independent, 1979)
- Anna's Box : selected short stories (Difficult Women, 2006)

### Anthologies
- Cat Tales: The Meaning of Cats in Women’s Lives, édité par Jan Fook, Susan Hawthorne et Renate Klein (Spinifex Press, 2003)
- Horse Dreams: The Meaning of Horses in Women’s Lives, édité par Jan Fook, Susan Hawthorne et Renate Klein (Spinifex Press, 2004)